# ゴマアブラ
ゴマアブラは、東京都を拠点に活動するインディーズミュージックロックバンド。

## 概要
2007年にバンド結成。日曜日に都内某所でのストリートライブを敢行し、1stアルバム「海老BODY」は吉祥寺タワーレコードのデイリーチャート1位を獲得した。

## メンバー
"ダディー"直樹
Bass,Vocal担当。本名／林 直樹（はやし なおき）
1984年3月13日生まれ、東京都出身、O型。
ニュートン・コウタ
Guitar担当。本名／碓井 孝太（うすい こうた）
1983年10月16日生まれ。東京都中野区出身、O型。
Nulu Pong
ぬるぽん。Keyboard担当。本名／塗木 達也（ぬるき たつや）
1984年12月18日生まれ。福岡県出身、B型。
おにぎり(仮)
Drums担当。本名／大塚 篤史（おおつか あつし）
1984年4月14日生まれ。福岡県北九州市出身。B型。

## 特徴
- リズム・アンド・ブルース、ソウルミュージック系の音楽を主体とするロックバンド。

## ディスコグラフィー
|                    | 発売日        | タイトル        | 規格品番  | 収録曲 | 備考     |
| ------------------ | ------------- | --------------- | --------- | --- | -------- |
| 1stアルバム        | 2010年7月7日  | 海老BODY        | XQHL-1002 | 1. Dis子 [4:08] 2. スーパーマン [3:56] 3. 海老BODY [5:38] 4. ヤキソバ in N.Y. [5:16] 5. セカンドボタンメイク [3:14] 6. 予定調和 [5:01] 7. 元気出してよ [3:45] 8. Rainy Day [6:08] 9. 強がってGo! [4:43] 10. Life is just a Dream [5:20]                                                                 | music3   |
| 2ndアルバム        | 2011年7月6日  | 炒める          | XQHL-1008 | 1. ゴマアブラのテーマ [3:07] 2. ついておいで [3:43] 3. メリー・ジェーン [2:39] つのだ★ひろのカバー。 4. One Day Journey [4:18] 5. GAKKARI [3:23] 6. キドアイラクのこと [4:19] 7. 30万m離れても… [5:07] 8. ついておいで(ダディー炒め) [5:33] 9. 元気だしてよ(2011/05/08 スタジオライブ) ボーナストラック | music3   |
| スプリットシングル | 2012年4月21日 | SOUL Summit!!!! | GOTON-001 | 1. SOUL Summit!!!! [3:47] / ゴマアブラ＆THE TON-UP MOTORS 2. ユーに捧ぐ!! [3:53] / THE TON-UP MOTORS 3. 上へ上へ [3:37] / ゴマアブラ THE TON-UP MOTORSとのツーマンライブを記念しての3曲入り共作盤。 | music3   |
| ミニアルバム       | 2013年1月16日 | ゴマギフト      | XQHL-1013 | 1. フライ揚げる [4:00] テレビ東京「ゴッドタン」エンディングテーマ 2. 遭遇 [4:30] 3. あの街から この街から [4:48] 4. うかれて X'mas shakin' [3:44] 先行配信曲 5. 五反田 [4:19] 6. ゴマアブラのテーマ [3:07] 2ndアルバムより 7. 海老BODY [5:38] 1stアルバムより                                           | music3   |
| 3rdアルバム        | 2015年8月19日 | テカらNight     | ABRA-001  | 1. 怖くない！ 2. 返事ちゃんとして 3. 夕方ママ 4. 嘘つきは泥棒の始まり 5. 浮気だ 6. キャベツ 7. 閉じたままの勝鬨橋 8. やっちゃいなさい 9. 納豆 10. すげえ理論 11. ロポポン ～Bass Party～ 12. いつまでも                                                                                                 | 油Record |

## ミュージックビデオ
| 監督     | 曲名                   |
| 島田茂樹 | 「Dis子」              |
| 吉野達哉 | 「ゴマアブラのテーマ」 |
| 不明     | 「フライ揚げる」       |

## 出演
- 2011年08月26日・11月23日・2013年08月08日 - テレビ東京系「音流〜On Ryu〜」
- 2013年02月26日 - TBS系「エン活!」
- 2013年03月01日 - TBS系「BLITZ INDEX」

## 主なライブ

### ワンマンライブ・主催イベント
- 2012年 - SOUL Summit!!!!Tour Final
- 2017年06月10日 - ゴマアブラの『やみつきワンマンNight！ vol.9』
- 2017年11月04日 - ゴマアブラ結成10周年!『やみつきワンマンNight!Special!!』

### 出演イベント
- 2011年08月14日 - SUMMER SONIC 2011
- 2011年09月19日 - 第4回したまちコメディ映画祭in台東/クロージングセレモニー&イベント[リスペクトライブ]エノケン×笠置シヅ子のブギフェス
- 2012年10月13日 - MINAMI WHEEL 2012
- 2012年10月14日 - BEATRAM MUSIC FESTIVAL 2012
- 2013年04月13日 - ROCK'N'ROLL in NAGOYA 2013
- 2013年06月08日 - SAKAE SP-RING 2013
- 2013年10月12日 - MINAMI WHEEL 2013
- 2015年06月07日 - MUZIC'S PAINT vol.16 ～ファンキーナイトスリーマンの巻～
- 2015年08月02日 - イマフェス2015
- 2015年10月30日 - TDI presents「札幌でテカって失神ナイト」
- 2015年11月01日 - 高円寺フェス 2015 ～秋の大文化祭～
- 2016年10月09日 - MINAMI WHEEL 2016
- 2017年05月06日 - 第32回吉祥寺音楽祭スーパーステージ
- 2017年05月06日 - みちのく＆熊本フェス 2017
- 2017年05月28日 - TDC×UDL presents Dance×Band×DJ Party ”TRINITY”
- 2017年06月02日 - 藏dission ＃5
- 2017年06月03日 - SAKAE SP-RING 2017
- 2017年06月23日 - 絢爛演舞会